# Teladoc Health
Teladoc Health, Inc., ранее известная как Teladoc, Inc. и Teladoc Medical Services — транснациональная компания, специализирующаяся на телемедицине и виртуальном здравоохранении, базируется в США. Основным продуктом являются услуги дистанционного здравоохранения, медицинские заключения, аналитика, а также услуги лицензируемой платформы. В частности, Teladoc Health использует программное обеспечение для телефонных и видеоконференций, а также мобильные приложения для предоставления удалённой медицинской помощи по требованию. Teladoc Health была основана в 2002 году и стала одной из крупнейших компаний в США в сфере телемедицины. Teladoc Health приобрела такие компании, как BetterHelp (2015), Best Doctors (2017) и Advance Medical (2018). Она торгуется на Нью-Йоркской фондовой бирже и имела рыночную капитализацию в 4,1 миллиарда долларов в 2018 году. По состоянию на 2019 год, компания работала в 130 странах и обслуживала около 27 миллионов человек.

## История

### 2002—2008
Teladoc была основана в 2002 году в Далласе, штат Техас, доктором медицины Г. Байроном Бруксом и Майклом Гортоном. Teladoc позиционирует себя как старейшую телемедицинскую компанию в США. Первоначальная бизнес-модель Teladoc позволяла пациентам в любое время удалённо консультироваться с лицензированными врачами. Корпоративные клиенты ежемесячно платили фиксированную сумму за предоставление доступа к услуге своим сотрудникам, в то время как пациенты платили фиксированную сумму за каждую консультацию, первоначально от 35 до 40 долларов. Гортон был председателем и главным исполнительным директором. Teladoc начал свою деятельность на национальном уровне в 2005 году, заявив о себе на конференции по здравоохранению, ориентированном на потребителей, в Чикаго, штат Иллинойс. К концу 2007 года у Teladoc насчитывалось около 1 миллиона клиентов, одним из которых стала корпорация AT&T.

### 2009—2014
В 2009 году исполнительным директором Teladoc был назначен Джейсон Горевич. Первоначально в декабре 2009 года компания привлекла 9 миллионов долларов частного финансирования, 4 миллиона долларов в январе 2011 года и 18,6 миллиона долларов в сентябре 2011 года. В том же году страховая компания Aetna начала предлагать Teladoc своим клиентам во Флориде и Техасе, а затем во всех 50 штатах. В августе 2013 года Teladoc приобрела Consult A Doctor за 16,6 миллиона долларов, что позволило небольшим компаниям получить доступ к услугам Teladoc. В то время Teladoc ежегодно давала 120000 консультаций. Teladoc привлекла 15 миллионов долларов в сентябре 2013 года, при этом общий объём государственных субсидий компании на тот момент составил 46,6 миллиона долларов.
Реформа здравоохранения и защиты пациентов в США привела к тому, что с Teladoc стало сотрудничать большое число страховых компаний, в итоге в 2014 году компания существенно увеличила прибыль. К тому времени контракты с Teladoc подписали такие страховые компании, как Blue Shield of California и Oscar Health, а также другие компании, такие как The Home Depot, T-Mobile, CalPERS и Rent-A-Center. В мае 2014 года Teladoc приобрела AmeriDoc за $ 17,2 млн. Приобретение компаний Consult A Doctor и AmeriDoc, обоих основных конкурентов Teladoc, привело к тому, что Teladoc стала одним из крупнейших поставщиков услуг телемедицины в Соединённых Штатах. В том году врачи Teladoc дали 299000 консультаций 8 миллионам пациентов. Продажи услуг Teladoc удвоились как в 2013, так и в 2014 году, а в сентябре 2014 года Teladoc привлекла 50 миллионов долларов от частных инвесторов, в результате чего общий объём финансирования составил 100 миллионов долларов.

### 2015—2016
В январе 2015 года компания приобрела BetterHelp за 3,5 миллиона долларов, а в июне 2015 года — Stat Health Services, Inc. (StatDoc) — за 30 миллионов долларов. В апреле Teladoc начала процесс выхода на Нью-Йоркскую фондовую биржу, в итоге 1 июля 2015 года компания стала публичной. Teladoc стала первой телемедицинской компанией на NYSE, при первичном публичном предложении акции Teladoc котировалось по 19 долларов за акцию, что дало компании рыночную капитализацию в 758 миллионов долларов и стоимость предприятия в 620 миллионов долларов. Первоначальный результат IPO был положительным, так как цена акции выросла на 50 процентов в день выхода на биржу. Через три месяца после IPO медицинская страховая компания Highmark, которая приносила 1,5 % от выручки Teladoc в 2015 году, отказалась продлевать контракт. В результате акции Teladoc значительно упали в цене.
В январе 2015 года Teladoc приобрела поставщика услуг по охране психического здоровья Compile Inc., а в июне 2015 года — конкурента Stat Health Services Inc. В 2016 году Teladoc начала активно расширяться, приобретая другие компании и запуская новые отделы: по дерматологии, поведенческому здоровью и сексуальному здоровью. В том же году компания выиграла иск о нарушении патента, поданный против конкурента American Well. В июле 2016 года Teladoc приобрела HealthiestYou за 45 миллионов долларов. К ноябрю 2016 года у Teladoc насчитывалось 15 миллионов клиентов, а доля рынка в США составляла 75 %. Она также предоставляла полный пакет услуг в 48 штатах, за исключением Арканзаса и Техаса. В декабре 2016 года Американская ассоциация больниц дала исключительное одобрение технологической платформе Teladoc. В том году услугами Teladoc воспользовались 952000 пациентов.

### 2017—2020
В своё время в 2017 году Teladoc потратил 440 миллионов долларов на покупку медицинской консультационной фирмы Best Doctors, эта сделка стала крупнейшим приобретением компании. 28 февраля 2019 года некоммерческая группа ProPublica опубликовала отчёт с критикой таких компаний, как Best Doctors, за продажу наград для врачей. В 2017 году у Teladoc было 220 клиентов из списка Fortune 1000. Продажи услуг в том году составили 233 миллиона долларов, что на 89 % выше, чем годом ранее.
По состоянию на июль 2018 года, Teladoc Health владела брендами Teladoc, Advance Medical, Best Doctors, BetterHelp и HealthiestYou. Имея рыночную капитализацию в 4,1 миллиарда долларов, 10 августа 2018 года Teladoc, Inc. сменила название на Teladoc Health, Inc., продолжая торговаться на NYSE. В августе 2018 года Teladoc Health начала сотрудничать с CVS Health на дистанционных консультациях в MinuteClinics. В декабре 2018 года главный финансовый директор и главный операционный директор Teladoc Health Марк Хиршхорн покинул компанию после обвинения в сексуальных отношениях и инсайдерской торговле с работником компании. По данным Yahoo! Finance, стоимость акций упала примерно на 20 % в последующие дни. Инвесторы подали коллективный иск, якобы Teladoc Health нарушила законодательство о ценных бумагах, не рассказав о поведении Хиршхорна. Teladoc Health отрицала наличие ложных показаний или каких-либо правовых нарушений. В июне 2019 года финансовым директором была назначена Мала Мурти, ранее работавшая в American Express.
В конце 2018 года Teladoc Health приобрела телемедицинскую компанию Advance Medical за 352 миллиона долларов, на которую работали врачи в Латинской Америке, Европе и Азии. В 2019 году была приобретена французская медицинская компания MédecinDirect. В апреле 2019 года Teladoc открыла дочернюю компанию в Канаде. В мае 2019 года компания создала организацию по виртуальному обеспечению безопасности пациентов, получившую название Институт безопасности пациентов и качества виртуальной помощи. В настоящее время штаб-квартира находится в Харрисоне, штат Нью-Йорк. По состоянию на 2019 год, компания работала в 130 странах и насчитывала около 27 миллионов клиентов. В 2019 году операционным директором был назначен Дэвид Сайдс.
В январе 2020 года Teladoc объявила, что достиг соглашения о приобретении InTouch Health за 600 миллионов долларов.

## Услуги и бизнес-модель
Teladoc Health делит свои услуги на шесть категорий: платформенные и программные услуги, руководство и поддержка, экспертные медицинские услуги, услуги в области психического здоровья, телездравоохранение и интегрированная виртуальная помощь. Как компания-разработчик программного обеспечения, Teladoc Health занимается аналитикой и «услугами лицензируемой платформы». Компания в основном использует программное обеспечение для телефонных и видеоконференций для предоставления удалённой медицинской помощи пациентам по требованию. Предоставляется возможность воспользоваться услугами в любое время и в течение нескольких минут связаться с сертифицированным врачом.
Врачи компании, среди прочего, лечат болезни, не требующие госпитализации, такие как грипп, конъюнктивит, инфекции, проблемы с пазухами, проблемы с психическим здоровьем и дерматологические недуги. Компания имеет экспертную сеть из 55000 человек, работающих в 450 медицинских подразделениях. Лекарства назначаются дистанционно, однако врачи не назначают препараты, содержащие наркотические вещества, и так называемые «лекарства для улучшения образа жизни», например, силденафил. В некоторых случаях даётся рекомендация обратиться в отделения неотложной помощи. В 2014 году Teladoc Health сообщила, что перенаправила около 1 % обращений в травмпункты и около 6 % — к врачам первичной помощи или центр неотложной медицинской помощи. В 2019 году компания также заявила, что 92 % медицинских проблем были решены после первого обращения. В целом, врачи следуют «более чем 100 частным клиническим руководствам», разработанным Teladoc Health, и им запрещается лично встречаться со своими пациентами. Команды медсестёр ежемесячно рассматривают около 10 % консультаций каждого врача.
Заключая контракты со страховщиками и крупными клиентами, Teladoc Health генерирует доход за счёт ежегодной или ежемесячной платы, взимаемой с каждого клиента, а также с платы за индивидуальные консультации. Некоторые компании компенсируют оплату персональных консультаций для своих сотрудников. В Teladoc Health работают около 3100 лицензированных врачей и медсестёр, а услуги предоставляются на 30 языках.

## Лоббизм
Teladoc Health участвует в лоббировании законодательства в нескольких штатах. В 2015 году Медицинский совет Техаса постановил, что государственные врачи должны физически встречаться с пациентами перед началом дистанционного лечения заболеваний или назначения лекарств. Законопроект в случае принятия подорвал бы бизнес-модель Teladoc Health в Техасе, где у неё было около 2 миллионов клиентов. Teladoc Health оспорила документ в федеральном суде, утверждая, что он нарушает антимонопольное законодательство, повышая цены и ограничивая предложение медицинских работников в штате. Законопроект, который должен был вступить в силу 3 июня 2015 года, был отложен, в то время как судебный процесс перешёл в федеральный апелляционный суд, что позволило Teladoc Health продолжить работу в Техасе. Teladoc добровольно отозвала иск в 2017 году после того, как Техас принял новый законопроект, предусматривавший дистанционное лечение без предварительного личного контакта, этот документ активно лоббировался компанией.
В январе 2019 года Teladoc Health выступила против законопроекта о телемедицине, предложенного Медицинским советом Северной Дакоты, согласно которому поставщики услуг телемедицины должны проводить первоначальные видеообследования или организовывать проведение первичных обследований другим врачом. Сторонники утверждали, что законопроект защищает пациентов, а Teladoc Health и критики утверждали, что он ограничит доступ к медицинской помощи в сельской местности. За год до этого компания Teladoc Health выполнила 1500 виртуальных визитов в штате.